# Élection présidentielle américaine de 2020 en Idaho
L'élection présidentielle américaine de 2020 en Idaho a eu lieu le 3 novembre 2020 comme dans les 50 autres États ainsi que le district de Columbia. Les électeurs idahoain choisissent des grands-électeurs pour les représenter dans le collège électoral à travers un vote populaire. L'État de Idaho possède 4 grands-électeurs. L'État donne tous ces grands électeurs en faveur de Donald Trump. 
Le président élu au cours du scrutin dans tout le pays sera Joe Biden de janvier 2021 à au moins janvier 2025.

## Résultats

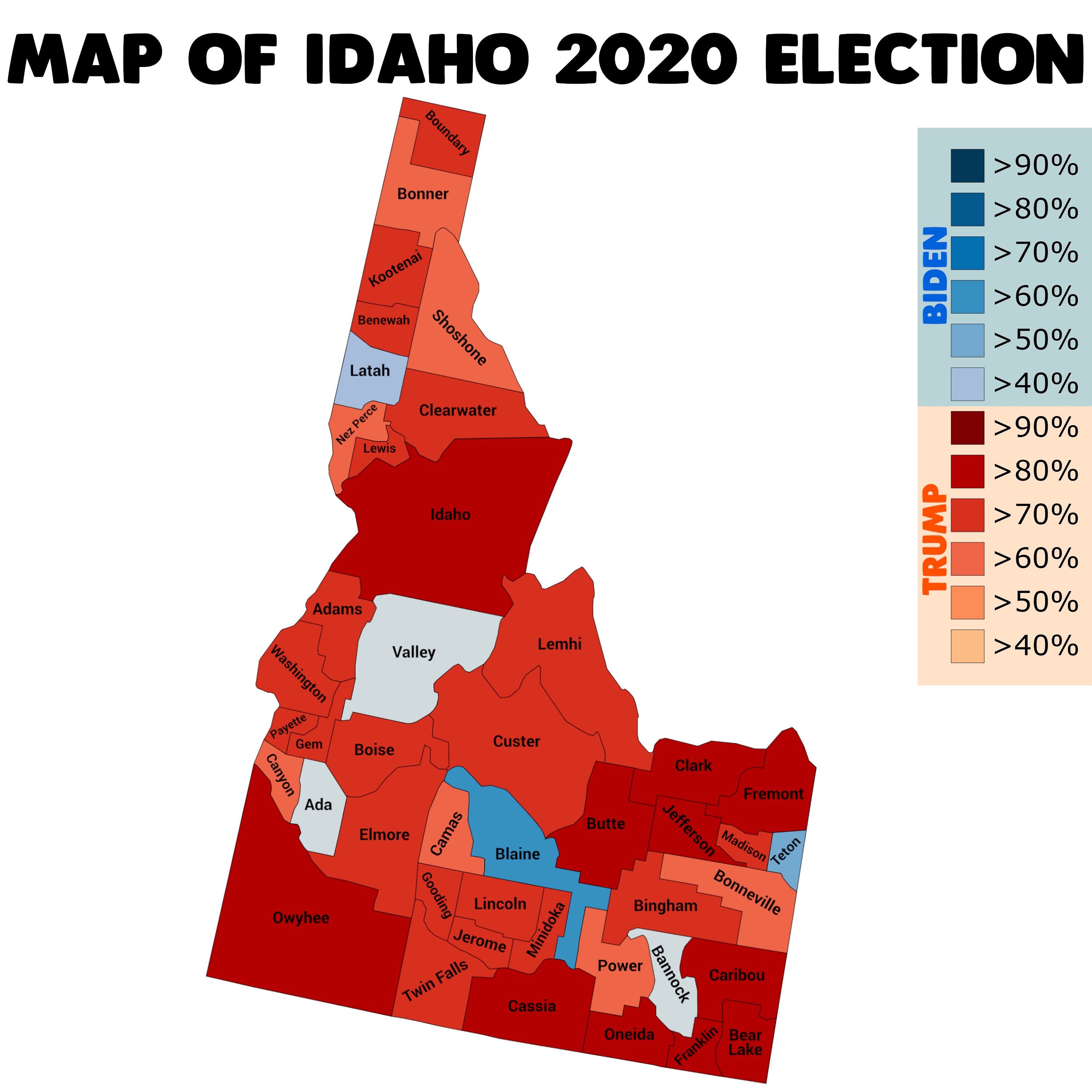
Carte des élections de 2020 en Idaho

| Candidats et colistiers  | Candidats et colistiers     | Partis           | Vote populaire | Vote populaire | Grands électeurs |
| Candidats et colistiers  | Candidats et colistiers     | Partis           | Voix           | %              | Voix             |
| ------------------------ | --------------------------- | ---------------- | -------------- | -------------- | ---------------- |
|                          | Donald Trump Mike Pence     | Républicain      | 554018         | 63.79%         | 0                |
|                          | Joe Biden Kamala Harris     | Démocrate        | 287021         | 33.05%         | 0                |
|                          | Jo Jorgensen Spike Cohen    | Libertarien      | 16,404         | 1.89%          | 0                |
|                          | Kanye West Michelle Tidball | Indépendant      | 3632           | 0.42%          | 0                |
|                          | Brock Pierce Karla Ballard  | Indépendant      | 2808           | 0.32%          | 0                |
|                          | Autres candidats            | Autres candidats | 4,634          | 0.53%          | 0                |
|                          |                             |                  |                |                |                  |
| Total                    | Total                       | Total            |                | 100            | 4                |
| Abstention               |                             |                  |                |                |                  |
| Inscrits / participation |                             |                  |                |                |                  |

## Analyse
|                                                   | Compté(s) | Pourcentage |
| ------------------------------------------------- | --------- | ----------- |
| Comté le plus démocrate                           | Blaine    | 67,1%       |
| Comté le moins démocrate                          | Franklin  | 9,9%        |
| Comté le plus républicain                         | Franklin  | 87,7%       |
| Comté le moins républicain                        | Blaine    | 30,3%       |
| Comté(s) démocrate en 2016 et républicain en 2020 | /         | /           |
| Comté(s) républicain en 2016 et démocrate en 2020 | Teton     | /           |